# Les Quatre Plumes blanches (film, 1939)
Pour les articles homonymes, voir Les Quatre Plumes blanches.
Pour plus de détails, voir Fiche technique et Distribution.
Les Quatre Plumes blanches (titre original : The Four Feathers) est un film britannique réalisé par Zoltan Korda en 1939.

## Synopsis
À la fin du XIXe siècle, quatre jeunes officiers apprennent que leur unité doit partir au Soudan, pour combattre les Derviches. L'un d'eux démissionne la veille du départ. Les trois autres ainsi que sa fiancée lui remettent chacun une plume blanche, symbole de lâcheté. Il va tout faire pour prouver son courage et leur restituer les plumes blanches.

## Fiche technique
- Titre : Les Quatre Plumes blanches
- Titre original : The Four Feathers
- Réalisation : Zoltan Korda
- Scénario :  Robert Cedric Sherriff, Lajos Biró et Arthur Wimperis d'après le roman de A.E.W. Mason
- Production : Alexander Korda et Irving Asher
- Société de production : London Film Productions
- Photographie : Osmond Borradaile, Georges Périnal, assistés notamment de Jack Cardiff, Wilkie Cooper et Robert Krasker (cadreurs, non crédités)
- Musique : Miklós Rózsa
- Montage : Henry Cornelius et William Hornbeck
- Décors : Vincent Korda
- Pays de production : Royaume-Uni
- Format : Couleur (Technicolor)
- Genre :  Aventures, guerre
- Durée : 129 minutes
- Date de sortie :
  - Royaume-Uni : 18 avril 1939

## Distribution
- John Clements (en) (VF : Jean-Henri Chambois) : Harry Feversham
- Ralph Richardson (VF : Marc Valbel) : Capitaine John Durrance
- Charles Aubrey Smith (VF : Jacques Berlioz) : Général Burroughs
- June Duprez (VF : Madeleine Briny) : Ethne Burroughs
- Allan Jeayes (VF :René Montis) : Général Feversham
- Jack Allen (en) (VF : René Hiéronimus) : Lieutenant Thomas Willoughby
- Donald Gray (VF : Roger Till) : Peter Burroughs
- Frederick Culley (VF : Jean Gaudray) : Dr. Sutton
- Clive Baxter (VF : Michel Monda) : Harry Feversham jeune
- Robert Rendel (VF : René Blancard) : Colonel
- Derek Elphinstone (VF : Gérard Oury) : Lieutenant Parker
- Hal Walters (VF : Jean Gournac) : Joe
- Norman Pierce (VF : Pierre Michau) : Sergent Brown
- Henry Oscar (VF : Jacques Bernier) : Dr. Harraz
- John Laurie : le calife
- Archibald Batty (VF : Pierre Athon) : Lubbock
- John Lamir : le Mahdi

## Distinctions
- nommé au festival de Cannes 1939 pour la palme d'or
- nommé au Festival international du film de Venise 1939 pour la coupe Mussolini
- nommé aux Oscars du cinéma 1940

## Autour du film
Ce film est la quatrième version des sept adaptations cinématographiques du roman de Mason. En 1955, Zoltan Korda coréalisera une cinquième version (Storm over the Nile) en compagnie de Terence Young.